# 讷伊勒比松
讷伊勒比松（法語：Neuilly-le-Bisson，法語發音：[nœji lə bisɔ̃] ⓘ）是法国奥恩省的一个市镇，属于阿朗松区。

## 地理
讷伊勒比松（48°30'0"N, 0°13'59"E）面积5.98 平方千米，位于法国诺曼底大区奧恩省，该省份为法国西北部内陆省份，北起顺时针与卡爾瓦多斯省、厄尔省、厄尔-卢瓦省、萨尔特省、马耶讷省和芒什省接壤。
与讷伊勒比松接壤的市镇（或旧市镇、城区）包括：梅尼勒埃勒、埃赛、欧特里沃、勒梅尼勒布鲁、莱旺特德布尔斯。
讷伊勒比松的时区为UTC+01:00、UTC+02:00（夏令时）。

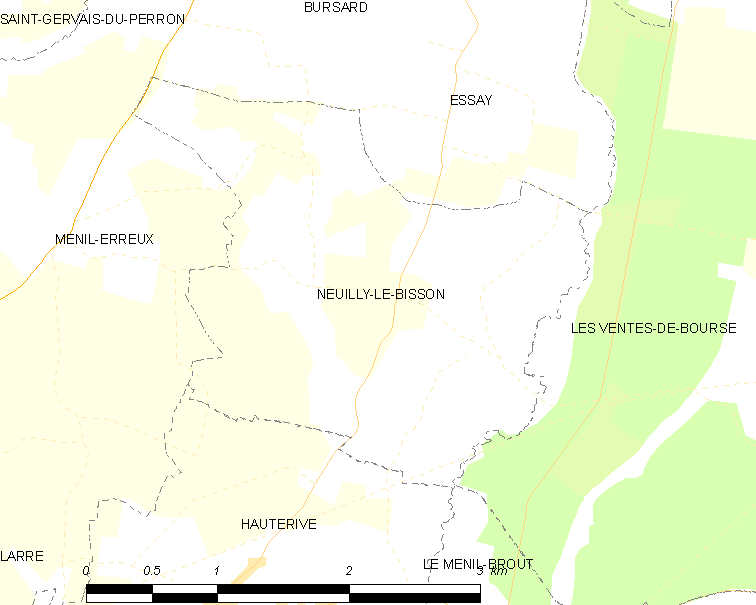
讷伊勒比松的OSM定位图

## 行政
讷伊勒比松的邮政编码为61250，INSEE市镇编码为61304。

## 政治
讷伊勒比松所属的省级选区为埃库沃县。

## 人口

1962-2008年间讷伊勒比松人口变化图示

讷伊勒比松于2022年1月1日时的人口数量为275人。